# Chionaema melanoplagia
Chionaema melanoplagia är en fjärilsart som beskrevs av George Francis Hampson 1900. Chionaema melanoplagia ingår i släktet Chionaema och familjen björnspinnare. Inga underarter finns listade i Catalogue of Life.